# Gagyi Unitárius Egyházközség

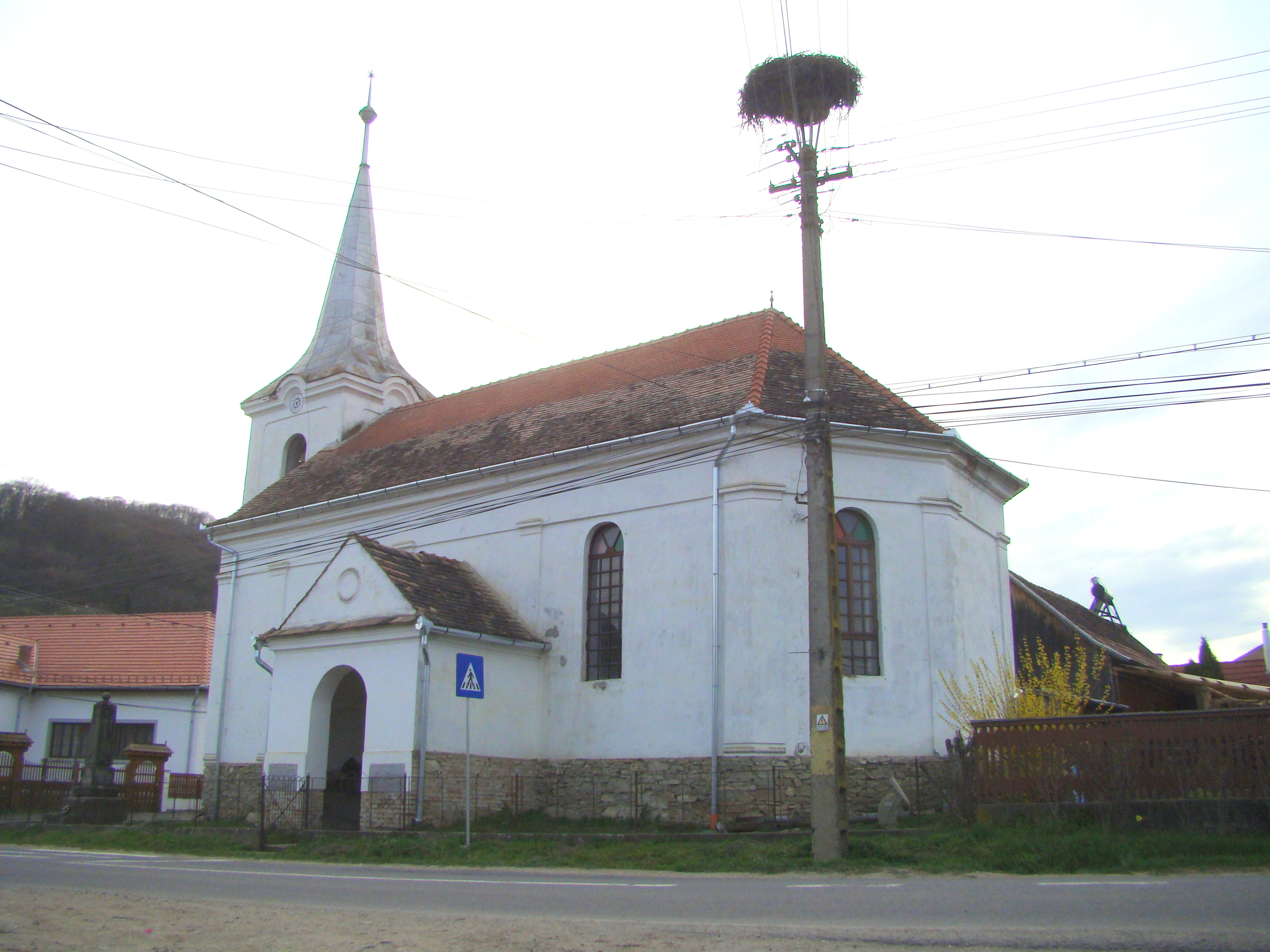
A gagyi unitárius templom

A Gagyi Unitárius Egyházközség egy megközelítőleg 300 lélekszámból álló gyülekezet Gagyban, ezáltal a falu legnagyobb gyülekezeteként tartják számon a jelenlevő 8 vallási felekezet között, a 494 főt számláló faluban. Mint gyülekezet eleinte a Szentábrahámi Unitárius Egyházközséghez tartozott, önállósulását 1673-tól számítják. 1666-ban építették meg első templomát a jelenlegi templom helyén. Első lelkésze Hévizi György, aki 1693-tól szolgálja az egyházközséget. A gyülekezet egyik értékes kincse a Johannes Baumgartner-féle barokk orgona, amely a jelenlegi források szerint a Magyar Unitárius Egyház legrégebbi orgonája.

## Temploma
A falu régi templomáról már Orbán Balázstól is találunk feljegyzéseket, amely szerint: „Gagy kicsiny temploma 1666-ban épült, vagy is akkor, midőn Szt.-Abrahámtól elválva, önálló egyházmegyévé lett.” Ekkor már a mai helyén található a templom, a falu központjában. Erről a régi templomról néhai dr. Szász Dénes unitárius lelkész és néhai Bözödi György író is tudomást szereztek a Ravai Unitárius Egyházközség irattárában, egy 1773-as írásban: “Ánno 1773. nov. 29. Van egy kő templom 1667-böl. A helyét adta-volt Tordátfalván lakott Néhai Pálfi Sigmond. Körülötte sasokba rakott deszka cinterem. Keleten harangláb 2 haranggal. A nagyobbikon ez áll: Idustr. De. Pálfi Anorez moneta curav teplorato Statu… Conflato 1701”.
A templomot rendszeresen javítják, 1881-ben a hívek téglákat vásárolnak, amelyből 1883-ban megépül a torony. 1890-ben kezdik meg a gyűjtést az új templom felépítésére, amely 1901-ben valósul meg, amelyet részben a régi templom anyagából, részben új anyagokból valósítanak meg. A templomot a XIX. század végén lebontják és helyére építik a jelenlegi templomot, felhasználva a régi templom anyagát. A jelenlegi templom Gálfalvi János lelkész és Hurubás Péter gondnok idejében valósult meg. Ebben az évben vásárolják a templom jelenlegi orgonáját a segesvári evangélikusoktól, 600 koronával. A templom felépítése után a hívek adakozásából a következő évben elkészül a templom Úrasztala, amelyhez boroskancsót, takarót adományoztak. A harangra a pénzgyűjtést Szent-Királlyi Árpád földbirtokos segíti, és fedezi a hiányzó összeget.
A templom szószékét háromszor építették újjá a magassága miatt, és még így is a környék egyik legmagasabb szószéke. A templomot az aránytalanság jellemzi, amelyet Csongvay Attila lelkész a következőképpen jellemzett: “Hosszúságához és szélességéhez képest igen magas. A torony mérete is alacsonyabb templomot kívánt volna.” Ebben a különös, aránytalan térben a szószéket sem lehet arányosnak nevezni a templomhoz viszonyítva, ugyanakkor a nagy, magas templomban kis méretével elvesz a barokk orgona. 1926-ban épül a templom cintermében a hősök emlékműve. Az I. világháború során elvitték az 1701-ből származó harangot, így 1932-ig csak egy harang maradt. Ebben az évben közadakozásból, valamint a magtáralap felhasználásával új harangot vásárolnak, Zsigmond József lelkészsége idején.
A templomkertben két katona: egy orosz és egy német volt eltemetve. Az orosz katona földi maradványait hazaszállították, a német katona ma is a templomkertben pihen. Feljegyezték róla, hogy Georg Kraft volt a neve és autóbalesetben hunyt el.

## Orgonája
Az orgona beszerzésének a gondolata már 1890-ben téma volt az egyházközség életében. Az 1890. február 13-án készített számadási jegyzőkönyv beszámol egy orgonaalap létrejöttéről: 

„Ügybuzgó primárius gondnok Tekintetes Sebesi Ferencz úr indítványára – volt községi tanító Derzsi Domokos közremüködése következtében a fennebi czimen önkéntes adakozók utján egy alap gyűjtetett még a megelőző években. Minthogy azonban az ilyen uton részint terményekben, részint pénzben összegyűjtött alap még mind ez ideig a kezdet nehézségével küzdött, rendes számadást csak a mult évről állíthatott ki…”

Az orgonaalap ebben az évben 126 véka és 12 ½ kupa törökbúzát és 126 forint 97 krajcárt tett ki. Az orgona beszerzése hosszas folyamatnak bizonyult és végül az új templom építésekor vásárolták meg a segesvári evangélikusoktól, ára 600 korona volt, a szállítás és az orgona vizsgálási díja 48 korona és 18 fillér.
Dávid István Műemlék orgonák Erdélyben című könyvében a következőket írja ezen orgonával kapcsolatban:

„A templom 1900 és 1901 között épült […] Ekkor szerezték be az orgonát is a segesvári német evangélikus egyháztól. A kisméretű, szépen munkált hátuljátszós pozitív építője és kora ismeretlen.”

Hermann Binder, neves erdélyi orgonaépítő a kolozsvári Erdélyi Történelmi Múzeumban található körmeneti orgona, valamint a szásztyúkosi evangélikus orgonával való hasonlóság alapján a gagyi unitárius templom orgonáját a 18. század első felében működött Johannes Baumgartner segesvári mester hangszereként azonosította.
A rövid ideje megvásárolt orgona az 1916-os román betöréskor jelentős károkat szenvedett. Az Unitárius Közlöny 1916. decemberi száma beszámol az eseményről:

„Gagyban Gálfalvi János lelkész szomorú helyzetet talált, midön nov. 2-án hazatért. Az urvacsorai kelyheket a templom padlásán megtalálta, de egyéb elveszett. Az oláhok bementek a templomba, az orgona hangja mellett táncoltak, végül az orgonát összerombolták”. 1917. június 3-án, a keblitanács jegyzőkönyvbe foglalta a károkat, felsőbb hatóságokhoz való küldés céljából: „…a román katonák legelőször a templomba vonulva ott lakmároztak s végül az orgonát használhatattlanná tették […]. Hogy több és végzetesebb károk nem történtek, oka az, hogy az itteni gondviselés jóvoltából csak másfél napíg voltak a rombolók.”

A megrongált orgona megjavítására gyűjtéseket szerveztek. Az 1936. február 6-án tartott keblitanácsi gyűlésre pedig meghívták Csioflet György brassói orgonaépítőt. Erről a következő írás maradt fenn:

„…egy. közs. vezető részének kérésére eljött Brassóból Csioflek György orgona építő úr és az orgonát megvizsgálta s most megjelent gyűlésünkön, ahol ki jelenti, hogy az orgonát érdemes kijavítani és ő vállalja az orgona javítást”

24000 lejért vállalja a munkát, ez azonban nem tartalmazza mind a hét regiszter feljavítását és a hozzá szükséges sípok elkészítését, ugyanis a quint és acuta regiszterek kimaradnak. Azonban nem volt meg ehhez a teljes anyagi fedezet, így egy házasember bált szerveztek jótékonysági célból, amelynek tiszta bevétele 1604 lej és 50 bani volt. Ekkor a zenészek fizettsége 80 lej volt, amit az orgonafelújítás céljára adtak. A sok jóakarat ellenére még így sem gyűlt ki a teljes összeg, ezért kölcsönhöz folyamodtak. Az egyházi főtanács a jótállási idő növelését kéri egy évről két évre. Az elvégzett munka után szakértő bizottság alakul Tóth Vilmos, Fazakas Péter, Biró Lajos, Firtos Áron, Fazakas Dénes és Hurubás János kántortanítókból, akik átveszik a munkát, lelkiismeretes és jó munkának ismerik el.
Dávid István a felújításról a következőképpen vélekedett:

„A homlokzat két oldalán látható stílustalan tulipános faragás az elveszett barokk oldaldíszeket helyettesíti, groteszk módon.”

Az orgonát a XX. század folyamán használva van, tudomásunk van arról, hogy lelkészek és énekvezérek játszottak rajta „lelkész arra kéri a férfiakat, hogy templomból kimenetelkor ne várják meg azt, amíg a lelkész az utolsó ének után lejön az orgonától, felveszi a palástot és kimegy, mert ez késlelteti a templomból a kimenetelést. Orgonaszó mellett az asszonyokkal egyszerre hagyják el a templomot, meg legvégén jön ki a lelkész, aki a kántori teendőket is végzi.”- tudjuk meg Márk Attila unitárius énekvezér tanulmányából.
A XXI. század első felében a gyülekezetnek nem volt énekvezére, az orgona pedig használhatatlan volt, ezért Gál Zoltán, az egyházközség jelenlegi lelkésze felkérte Pap Zoltán udvarhelyi orgonaépítőt, hogy javítsa meg az orgonát. Az orgona visszakapta méltóságteljes kinézetét és hangját, 2020-ra ismét olyan pompájában tündökölhetett, mintha új lenne. A műemlék orgona tulipán díszei helyett a barokk korszaknak megfelelő díszeket kapott és a kék szín helyett visszaadták az eredeti piros színét és a mintázatát.
Az orgonát a 2023. május 20-án, egyházköri közgyűlés alkalmával tartott istentiszteleten szentelte fel Kovács István, a Magyar Unitárius Egyház 32. püspöke, az egyházkör lelkészeinek és a gyülekezet tagjainak jelenlétében. Az istentisztelet keretén belül az orgonán László Attila, az egyházközség egykori (2014-2022) énekvezére játszott, amelyet Pap Csongor előadóművész orgonajátéka tett magasztosabbá. Az eseményen ünnepélyes keretek között is kimondták, hogy a Magyar Unitárius Egyház legrégebbi orgonáját szentelték fel.

## Lelkészei
A Gagyi Unitárius Egyházközségben szolgáló lelkészek munkája közül kiemelendő Árkosi Ferenc József lelkész, aki 37 évig szolgálta a gyülekezetet, és az őt követő Gálfalvi János lelkész, aki 44 évig szolgálta a gyülekezetet.
- 1. Hévizi György 1693-1698
- 2. Tarcsafalvi-Boros János 1715-1719
- 3. Ujfalvi Ferenc 1729
- 4. Sárdi István 1733-1736
- 5. Solymosi István 1736-1740
- 6. Almási Borbély András 1740-1741
- 7. Bencze András 1741-
- 8. Gálfi István …-1748
- 9. Sárdi András 1750-
- 10. Szentgerlicei György 1753
- 11. Szentmártoni József 1754-1755
- 12. Tana Ferenc 1755-1758
- 13. Gálfalvi István 1758-1768
- 14. Buzogány Márton 1768-1769
- 15. Karácsonyfalvi Tóth János 1769-1771
- 16. Derzsi Mihály 1771-1776
- 17. Datki K. András 1777-1781
- 18. Nyárádgálfalvi Nagy Gergely 1782-1784
- 19. Augusztinovics Pál 1785-1794
- 20. Ürmösi Zsigmond 1794-1799
- 21. Várfalvi Pálfi György 1799-1803
- 22. Ürmösi József 1803-1807
- 23. Deák Péter 1810-1819
- 24. Barabás József 1819-1825
- 25. Gál Ferenc 1825-1827
- 26. Szabó Mózes 1827-1829
- 27. Kovács Ferenc 1829-1838
- 28. Hadnagy Pál 1838-1848
- 29. Árkosi Ferenc József 1848-1885
- 30. Gálfalvi János 1885-1929
- 31. Mészköi Zsigmond József 1930-1934
- 32. Benczédi Ferenc 1934-11941
- 33. Mészkői Zsigmond József 1942-1946
- 34. Dr. Szász Dénes 1946-1955
- 35. Fodor Dénes 1956-1959
- 36. Ifj. Török Elek 1959-1960
- 37. Zoltáni B. Ákos 1961-1962
- 38. Csongvay Attila 1962-1971
- 39. Halmágyi Csaba 1971-1978
- 40. Kibédi Pál 1978-1999
- 41. Cseh Dénes 2002-2006
- 42. Gál Zoltán 2007-

## Oktatás és iskola
Csongvay Attila, az egyházközség egykori lelkésze tanulmányozta a faluban zajló oktatást. A Gagyi Unitárius Egyházközség című történeti leírásából kiderül, hogy a XIX. század elején, 1813.-ban még csak 9 iskolába járó gyerek van, ez a szám pedig folyamatosan változott, 1850-re éri el az iskolába járók száma a 20-at. Mivel ebben az időben még nem volt iskola, az oktatás a papi ház hátulsó szobájában zajlik.
Az oktatást igyekeztek kötelezővé tenni, azonban nagy hiánynak mutatkozott, hogy a közösségnek nem volt saját iskolája. Ez megmutatkozik Csongvay leírásából, amely szerint 1870-ben „az iskolakötelesek száma 46, kik közül a helyiség szűk volta miatt csak 13 fiú találtaték az iskolában. S református gyermek is együtt tanul az unitáriussal.”
Már ebben az időszakban, a felmerülő kérdés kapcsán lépéseket tesznek és T. Pálfi Mihály úr iskolahely építésének céljára birtokot ad az eklézsia számára.
1873-ban készen van a községi iskola, ennek következtében fellendül az iskolalátogatás. Ebben az évben az iskolakötelesek száma 42. Az iskolának saját tanítója lesz.
Az 1884-1885-ös tanév közepén leég az iskola teteje. A tűz az iskola könyvtárában üt ki és az összes akkori tankönyv és felszerelés elég.
1893-tól kapunk részletes beszámolót a vasárnapi iskola működéséről. Tantárgyak: kisebbek számára imák, parancsolatok és erkölcsi tárgyú elbeszélések, nagyobbak számára bibliai történetek olvasása és megmagyarázása, ugyanakkor mindenkinek egyházi éenekek.
1896-ban a rendes és ismétlő tankötelesek száma 64. Ettől az évtől a kismedesériek is ebben az iskolában tanulnak.
1902-ben épül az adományozott telekre a ma is használatban levő iskola. Ennek építési költségeit egyrészt a lakósság áldozathozatala, valamint a nagy állami segítség fedezte. Az építésben vezető szerepet tölt be Gálfalvi János lelkész, valamint Fazakas Dénes unitárius kántor-tanító. A földszintes épületre később, 1963-ban építették az emeletet, önkéntes pénzhozzájárulással, önkéntes munkával és a kollektív gazdaság támogatásával.
Az 1903-as évben megállapodás történik a presbitérium és az állami tanügyi szervek között, amely szerint a vezető tanerő mindig unitárius kell legyen, mert a falu lakósságának többsége unitárius és az anyagi hozzájárulás nagyobb részét is ők hordozzák.
Ebben az időszakban a kántori tisztséget is a mindenkori tanító látja el. Az I. Világháború kitörése után az iskola 1917 januárjában nyílik meg, két ideiglenes tanítóval. A háború utáni években tervben van egy felekezeti iskola létrehozása is, azonban ezt anyagi nehézségek miatt nem sikerül megvalósítani.
1922-ben az iskola állami és két tanerő végzi a munkát: Biró Lajos unitárius kántor-tanító és felesége, a református vallású Kis Erzsébet.
1945-ben, a II. Világháború végén a népiskolában 61 unitárius tanuló jár. A vallásoktatás 1948-ig az állami iskolában hetente zajlik, 1948-tól pedig a papi lakon az erre a célra kialakított szobában.
1962-től a templomban tartják a vallásorákat szombaton délután, amelyen a megjelenés önkéntes jellegű. Minden évben van konfirmáció, ezekben az években átlagosan 12-13 konfirmáló növendék tesz hitéről bizonyságot. Ezekben az években az iskolai oktatásban résztvevő tanulók száma az I-VIII osztályban 148 tanuló, amelyekből többen is folytatják a tanulmányaikat ipari, illetve elméleti iskolákban.
Jelenleg az iskola a Móra Ferenc Általános Iskola nevet viseli és óvodától a VIII. osztályig biztosított az oktatás. Az iskola a szentábrahámi Benedek Elek Általános Iskola alegységeként működik, állami iskolaként. Az előkészítő osztálytól a VIII. osztályig 2025-ben 56 tanuló végzi az általános iskolai tanulmányait.

## Kántor-tanítók
A XIX. század első felében a faluban a lelkész töltötte be a tanító, a kántor, sőt a harangozó szerepét is.
1873-ban találunk először tanító működésére vonatkozó utalást. 1884-ben fordul elő a tanító neve először, aki egy úrasztali terítőt ajándékozott ebben az évben az egyházközségnek.
1899 és 1914 között az idevaló születésű Fazakas Dénes volt a tanító. 1903-tól van említés arról, hogy “a tanító egyszersmind énekvezérünk is” – először. Még ebben az évben Fazakas Dénes tanító számára megszerezték az énekvezéri teendők betöltésére a püspöki kinevezést. A polgári község írásban kötelezte magát, hogy a jövőben csak olyan tanítókat fog elfogadni, aki ugyanakkor alkalmas a kántori teendők betöltésére is. Munkásságának megvoltak a gyümölcsei. Az ő nagy érdeme az iskola épületének a felépítése, melyben sokat munkálkodott. Fazakas Dénes az I. világháború kitörésekor bevonult katonának, ahol mindjárt a háború elején hősi halált halt.
1920-1933 között Biró József végezte a kántor-tanítói teendőket, aki többször is panaszkodott a kicsi fizetésére, 1930-ban meg is tagadta a kántori szolgálatok elvégzését, amennyiben a presbitérium nem volt hajlandó intézkedni annak emeléséről. Akkor állapították meg az új kántori díjlevelet, amely egész az utóbbi időkig életben volt, s amely szerint a kántor mind a fekvőségekben, mind az ingóságokban a lelkész jövedelmének 1/3-át élvezte.
1933-ban a magyarul nem tudó román igazgató-tanító jött, Benchea Mihail, aki nem végzett kántori teendőket. Ennek ügyében az egyházközség felterjesztést intézett az állami szervekhez, hivatkozva az állammal iskolaügyben kötött szerződésre, de hiába. A nyugdíjba vonult Biró József még egy pár évig végezte a kántori szolgálatokat.
1936-ban az állam még mindig nem engedte, hogy magyar kántor-tanító legyen, így a nagysolymosi Hegyi Pétert választották meg kántornak. Mivel nem volt tanítói oklevele, így az egyházközség nem volt hajlandó véglegesíteni mint kántort, és minden évben újraválasztották 1940-ig.
1940 szeptember 15-én a keblitanács 11 szavazattal Fazakas Pétert választotta meg kántor-tanítónak. Mint tanító 1946-os nyugdíjba vonulásáig dolgozott, a kántori szolgálatokat 1958-ig végezte. Ő volt a gyülekezet utolsó kántor-tanítója. Utána lelkészek és énekvezérek végezték a kántori teendőket.